# Palác Vrúteckých Ruttkayů

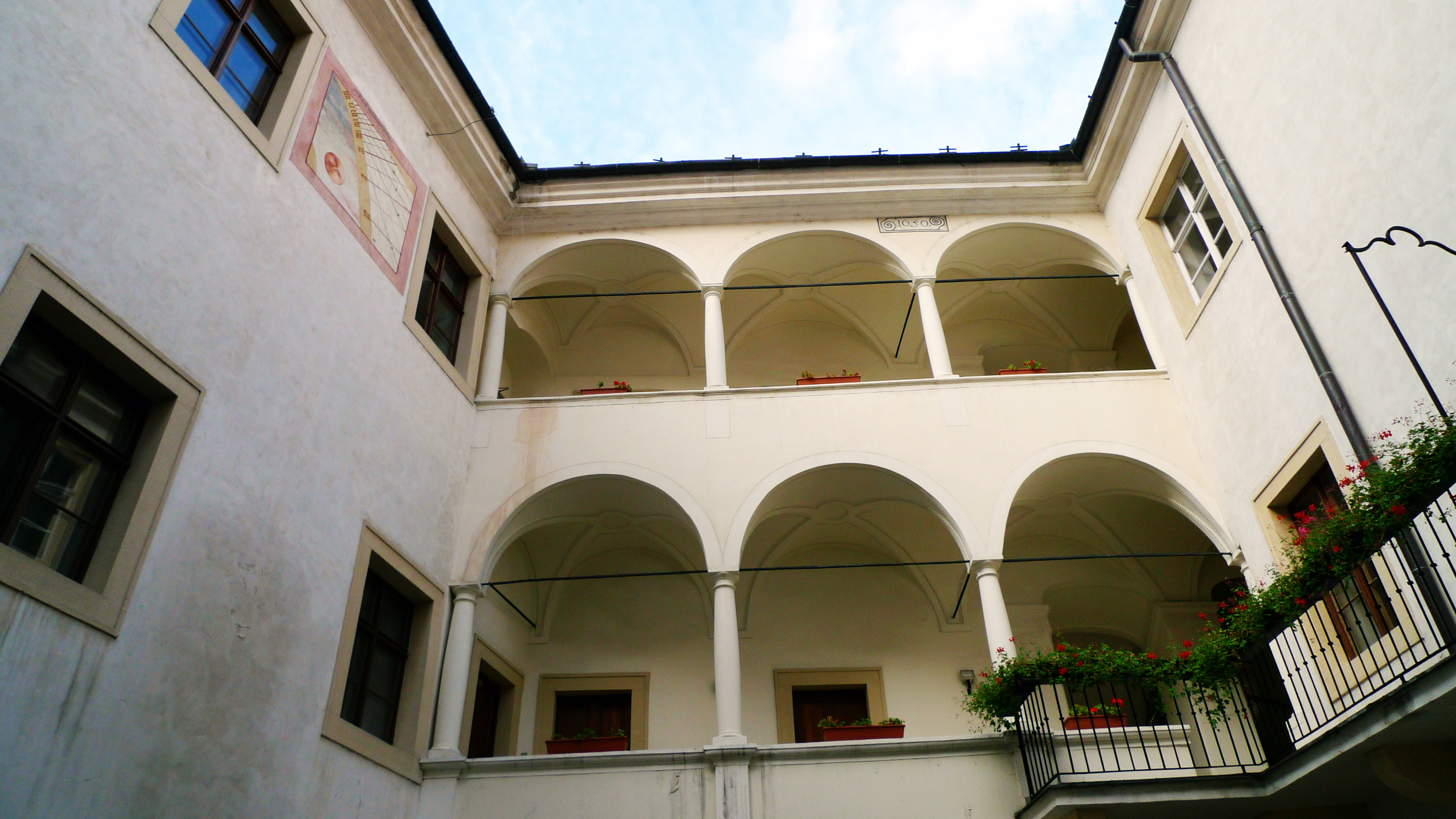
Pohled do dvora - vlevo sluneční hodiny, které ukazují dopolední čas a mají svůj odpolední protějšek, sluneční hodiny uvnitř protilehlého křídla.
Jde o typický příklad bratislavské renesanční architektury s toskánskými sloupy.

Palác Vrúteckých Ruttkayů (slovensky Palác Ruttkayovcov Vrútockých) je měšťanský dům na Uršulínské ulici č. 6 v Bratislavě v Starém Městě. Patří mezi národní kulturní památky SR.
Má dvůr chráněný mřížemi, kterým je možné přejít do zadního traktu Primaciálního paláce. Na nádvoří se nachází fontána a na ní je originální fragment Rolandovy fontány, čůrajících chlapců. Dům byl postaven v 2. polovině 16. století v renesančním stylu.